# Noshiro

Noshiro (能代市 Noshiro-shi?) este un municipiu din Japonia, prefectura Akita.